# فطيرة الكاسترد
فطيرة الكاسترد هي أي نوع من خليط الكاسترد غير المطبوخ والمضاف إلى قشرة رغيف غير مطبوخة أو مطبوخة جزئيًا ويخبزان معًا. في أمريكا الشمالية، يقصد بفطيرة الكاسترد عادةً إلى خليط عادي من الحليب والبيض والسكر والملح وخلاصة الفانيليا وأحيانًا جوزة الطيب مصحوبًا مع قشرة الفطيرة. وهي تختلف بشكل واضح عن فطيرة الكريمة التي تحتوي على كاسترد مطبوخ مسكوب في قشرة مبردة مطبوخة مسبقًا. في المملكة المتحدة، تستخدم فطيرة الكاسترد عادة في الأحوال السياسية أو الهزلية بأن ترمى على وجه شخص ما. تشمل بعض فطائر الكاسترد الشائعة فطيرة اليقطين وفطيرة الشطرنجب الليمون واللبن وفطيرة الكريمة بجوز الهند وفطيرة بوكو أو فطيرة جوز الهند. يعرف الكاسترد الحقيقي بأنه سائل سميك أبيض. نظرًا لوجود عدد كبير جدًا من البيض في فطيرة الكاسترد فهي فطيرة غنية جدًا.
كان الرومان القدماء أول من فهم خصائص خلط البيض. خلال العصور الوسطى، بدأت فطائر الكاسترد الأولى، كما نعرفها، بالظهور. في البداية، أستخدم الكاسترد فقط كحشوة للفطائر والمعجنات والتارت.كان لكل من أوروبا وآسيا وصفات تحتوي على الكاسترد.كلمه الكاستردمشتقه من {القشرة}وهي عباره عن تورته مع القشرة.في القرن الساذس عشر بدأ استخدام الكاسترد في الاطباق الفردية بدلا من حشوالقشور.
اليوم يتم استخدام الكاسترد كملء الفطائر والتارت، وأطباق فرديه. من الناحية المثالية يجب ان تكون فطيره الكاسترد خفيفه وحساسة. ولكن لا يزال لديها قوام جيد. يمكن صنع الكاسترد بطريقتين: يخبز أو يحرك على الموقد، ولكن معظم وصفات فطيره الكاسترد تحتاج إلى خبز.يتحول البيض في معظم مخاليط الكاسترد عند طهيه من سائل إلى صلب، إذا تك طهيها على نار شديده. فسوف يتجعد البيض، وهو امرغير مرغوب فيه للغاية. يمكن منع التخثر باستخدام درجات حراره منخفضه والتقليب على هذا النحو. يعد صنع فطيره الكاسترد الحقيقيه عمليه دقيقه للغاية.

## تاريخها
كانت الفطائر المحشوة باللحوم أكثر شيوعًا بكثير من الفطائر الحلوة في مطبخ المستعمرات الثلاثة عشر. كانت الفطائرالحلوه، عندما كانت متوفره. مصنوعه من قاعده كاسترد بسيطه من الحليب الطازج والبيض. بعض هذه الفطائر التقليدية مثل فطيرة البن، كاسترد اللوز، فطيره البطاطس الإيرلندية وفطيره الفاصوليا (المرتبطة بأمه الإسلام ) غير شائعه بالعصر الحديث.

## الكوميديا
في اللغة الإنجليزية البريطانية، يُشار عادةً إلى الفطائر التي يتم رميها أو دفعها إلى الوجه باسم «فطائر الكاسترد».يتم استخدام فطائر الكاسترد كوسيلة كوميديه من قبل المهرجين في العديد من عروض السيرك، في المزح للمتعة غير الضارة وأيضًا لإلقاءها في وجوه الشخصيات العامة كعلامة على الرفض.